# Jóram (Judsko)
Jóram (hebrejsky: יְהוֹרָם‎, Jehoram) byl pátý král samostatného Judského království. Jeho jméno se vykládá jako „Hospodin (je) vyvýšený“. Moderní historikové a archeologové uvádějí, že vládl asi v letech 851 př. n. l.–843 př. n. l. Podle kroniky Davida Ganse by však jeho kralování mělo spadat do let 3047–3055 od stvoření světa neboli do let 715–706 před naším letopočtem, což odpovídá osmi letům vlády.

## Život
Pocházel z rodu Davidova, byl synem krále Jóšafata. Na jeruzalémský trůn usedl ještě za života svého otce, a to ve svých 32 letech. Měl za manželku Atalju, dceru izraelského krále Achaba, která podobně jako její matka Jezábel odváděla svého muže od uctívání Hospodina k modloslužbě. Snad právě pod jejím vlivem nechal zřejmě ihned poté, co jeho otec zemřel, zavraždit šest svých bratrů. Pro své zlé jednání byl napomínán a varován prorokem Elijášem. Království, které za jeho otce prosperovalo, se začalo drobit. Když se odtrhl Edom a zvolil vlastního krále, Jóramova trestná výprava se rozpadla. Pelištejci a Arabové dokonce napadli Judsko, vyrabovali Jeruzalém a odvlekli do zajetí královy ženy a syny. Sám Jóram onemocněl nevyléčitelnou chorobou, kdy mu asi po dvou letech vyhřezla střeva a on za strašných bolestí zemřel. V Knihách kronik se o něm píše: „Odešel a nikomu se nezastesklo.“ Po něm nastoupil na trůn jeho nejmladší syn Achazjáš, který jediný z jeho synů přežil drancování Jeruzaléma Araby.